# Neighborhoods (album de Blink-182)
Pour les articles homonymes, voir Neighborhoods.
Albums de Blink-182
Greatest Hits
(2005) Dogs Eating Dogs
(2012)
Singles
1. Up All Night
Sortie : 14 juillet 2011
2. After Midnight
Sortie : 6 septembre 2011
3. Wishing Well
Sortie : 22 novembre 2011

Neighborhoods est le sixième album studio du groupe californien Blink-182.
L'album, sorti le 27 septembre 2011, est le premier album studio du groupe depuis sa reformation en 2009. Il contient dix chansons (quatorze dans la version deluxe), et contient 3 singles : Up All Night, sorti le 14 juillet 2011, After Midnight sorti le 6 septembre 2011 et Wishing Well sorti le 22 novembre 2011. Le graphisme très épuré du CD et de sa pochette, tout en noir et blanc, contraste avec le graphisme coloré des précédents albums. On peut apercevoir sur la pochette de l'album la lettre J taguée sur l'immeuble soutenant le B de Blink-182, continuant ainsi la série de lettres sur les albums du groupe. L'album s'est classé à sa sortie no 2 du Billboard 200, et no 33 en France au Top 50.

## Liste des Pistes
| Neighborhoods | Neighborhoods            | Neighborhoods | Neighborhoods | Neighborhoods | Neighborhoods | Neighborhoods | Neighborhoods | Neighborhoods | Neighborhoods |
| No            | Titre                    | Auteur        | Durée         |               |               |               |               |               |               |
| ------------- | ------------------------ | ------------- | ------------- | ------------- | ------------- | ------------- | ------------- | ------------- | ------------- |
| 1.            | Ghost on the Dance Floor | Blink-182     | 4:17          |               |               |               |               |               |               |
| 2.            | Natives                  | Blink-182     | 3:55          |               |               |               |               |               |               |
| 3.            | Up All Night             | Blink-182     | 3:20          |               |               |               |               |               |               |
| 4.            | After Midnight           | Blink-182     | 3:25          |               |               |               |               |               |               |
| 5.            | Heart's All Gone         | Blink-182     | 3:15          |               |               |               |               |               |               |
| 6.            | Wishing Well             | Blink-182     | 3:20          |               |               |               |               |               |               |
| 7.            | Kaleidoscope             | Blink-182     | 3:52          |               |               |               |               |               |               |
| 8.            | This Is Home             | Blink-182     | 2:46          |               |               |               |               |               |               |
| 9.            | MH 4.18.2011             | Blink-182     | 3:27          |               |               |               |               |               |               |
| 10.           | Love Is Dangerous        | Blink-182     | 4:27          |               |               |               |               |               |               |
| 36:34         |                          |               |               |               |               |               |               |               |               |

## Charts
| Classement                        | Meilleure position |
| --------------------------------- | ------------------ |
| Allemagne (Media Control AG)      | 6                  |
| Australie (ARIA)                  | 2                  |
| Autriche (Ö3 Austria Top 40)      | 7                  |
| Belgique (Flandre Ultratop)       | 21                 |
| Belgique (Wallonie Ultratop)      | 34                 |
| Canada (Canadian Albums)          | 2                  |
| Espagne (Promusicae)              | 31                 |
| États-Unis (Billboard 200)        | 2                  |
| États-Unis (Top Rock Albums)      | 1                  |
| France (SNEP)                     | 33                 |
| Irlande (IRMA)                    | 12                 |
| Italie (FIMI)                     | 11                 |
| Japon (Oricon)                    | 10                 |
| Norvège (VG-lista)                | 26                 |
| Nouvelle-Zélande (RIANZ)          | 3                  |
| Pays-Bas (Mega Album Top 100)     | 58                 |
| Royaume-Uni (UK Albums Chart)     | 6                  |
| Royaume-Uni (Rock & Metal Albums) | 1                  |
| Suède (Sverigetopplistan)         | 32                 |
| Suisse (Schweizer Hitparade)      | 11                 |

## Certifications
| Pays              | Certification |
| ----------------- | ------------- |
| Australie (ARIA)  | Or            |
| Royaume-Uni (BPI) | Argent        |

## Collaborateurs
Blink-182
- Tom DeLonge - Chant, Guitare
- Mark Hoppus - Chant, Basse
- Travis Barker - Batterie

Claviers
- Roger Joseph Manning Jr.

Mixage
- Tom Lord-Alge - Pistes 1, 3, 4, 6, 8, 9
- Andy Wallace - Piste 2
- Chris Holmes - Pistes 5, 7, 10